# FPT Shop
FPT Shop là thương hiệu thuộc Công ty Cổ Phần Bán Lẻ Kỹ Thuật Số FPT (gọi tắt là FPT Retail, mã chứng Khoán: FRT). Được thành lập vào tháng 8/2007, FPT Shop là chuỗi cửa hàng bán lẻ chuyên về các sản phẩm kỹ thuật số như Điện thoại di động, Máy tính bảng, Máy tính xách tay và phụ kiện điện tử...
FPT Shop là hệ thống bán lẻ đầu tiên ở Việt Nam được cấp chứng chỉ ISO 9001:2000 về quản lý chất lượng theo tiêu chuẩn quốc tế. Hiện nay, FPT Shop là chuỗi bán lẻ lớn thứ 2 trên thị trường bán lẻ hàng công nghệ.

## Thành tựu
- Đứng thứ 1 về thị phần máy tính xách tay tại Việt Nam (từ năm 2015 đến nay).[2]
- Đứng thứ 2 về thị phần điện thoại và là nhà bán lẻ Apple chính hãng hàng đầu tại Việt Nam với đầy đủ các chuẩn cửa hàng, được vinh danh Thương hiệu mạnh Việt Nam liên tiếp trong 6 năm 2013 đến 2018 (Thời báo Kinh tế Việt Nam tổ chức)[3].
- Top 100 công ty đại chúng lớn nhất năm 2019 (Forbes Vietnam).[4]
- Top 50 công ty niêm yết tốt nhất năm 2019 (Forbes Vietnam).[5]
- Top 3 công ty uy tín ngành bán lẻ 2019 (Vietnam Report).[6]
- Top 50 công ty kinh doanh hiệu quả nhất Việt Nam 2019 (Tạp chí Nhịp cầu đầu tư công bố)[7].
- Top 500 doanh nghiệp có lợi nhuận tốt nhất năm 2019 (Vietnam Report và Vietnamnet khảo sát)[8].
- Top 500 doanh nghiệp lớn nhất Việt Nam năm 2018, năm 2019 (Vietnam Report và Vietnamnet khảo sát)[9].
- Top 10 Nhà bán lẻ uy tín liên tiếp trong 3 năm 2017[10], 2018, 2019 (Vietnam Report và Vietnamnet khảo sát).
- Top 10 sản phẩm – dịch vụ Tin và Dùng trong 2 năm 2018, 2019 (Thời báo Kinh tế VN bình chọn).[11]
- Top 500 nhà bán lẻ hàng đầu Châu Á – Thái Bình Dương năm 2018 (Retail Asia)[12].
- Top 5 nhà bán lẻ hàng đầu ở Việt Nam năm 2018 (Retail Asia).[13]
- Top 500 nhà bán lẻ hàng đầu Châu Á – Thái Bình Dương năm 2017 (Retail Asia) (Euromonitor, 2017)[14]
- Top 4 nhà bán lẻ hàng đầu Việt Nam năm 2017 (Bộ Công Thương)[15].
- Nhà bán lẻ được yêu thích nhất 2016 (Thời báo Kinh tế VN bình chọn)[16]

## Bê bối
- 16/5/2016 Cửa hàng FPT số 20 Đông Các (quận Đống Đa, Hà Nội) bị phản ánh bán hàng sai nội dung quảng cáo.[17]
- Trong năm 2017, Thông tin từ Sở VH-TT Hà Nội, FPT shop là một trong những đơn vị dẫn đầu về vi phạm bảng quảng cáo ngoài trời mặc dù các cơ quan chức năng đã chỉ rõ những vi phạm về bảng quảng cáo và yêu cầu các đơn vị này sớm khắc phục.[18]
- Năm 2019, một khách hàng đã tố FPT Shop có nội dung quảng cáo "khuyến mãi" trên website mập mờ, gây hiểu nhầm cho người tiêu dùng khi mua hàng.[19]
- 21/9/2022 xảy ra sự việc nhân viên FPT Shop chi nhánh số 8 Láng Hạ (Hà Nội) đánh cắp thông tin nhạy cảm trong quá trình sửa chữa, bảo hành máy tính.[20]
- 31/10/2022 FPT Shop - Số 1 Kim Đồng bị UBND Thành phố Cao Bằng xử phạt vì vi phạm quảng cáo làm ảnh hưởng đễn mỹ quan đô thị.[21]
- Năm 2019, một khách hàng ở phường Hoàng Liệt, quận Hoàng Mai, Hà Nội phản ánh về dịch vụ bảo hành, chăm sóc khách hàng tại FPT Shop (Chi nhánh FPT Shop tại Linh Đàm, phường Hoàng Liệt, quận Hoàng Mai) bất nhất, mất nhiều thời gian của khách hàng. [22]